# Baeotis prima
Espèce
Baeotis prima est un insecte lépidoptère appartenant à la famille  des Riodinidae et au genre Baeotis.

## Dénomination
Baeotis prima a été décrit par Henry Walter Bates en 1868.

### Sous-espèces
- Baeotis prima prima présent au Brésil.
- Baeotis prima nigricans Brévignon, 1998; présent en Guyane[1].

## Description
Baeotis prima est de couleur  marron foncé orné de deux lignes jaunes parallèle à la marge séparant les ailes en trois parties à peu près égales avec de plus une ligne jaune basale.
Le revers est semblable.

## Écologie et distribution
Baeotis prima est présent en Guyane et au Brésil.

### Biotope
Il réside dans la forêt tropicale.

### Protection
Pas de statut de protection particulier.